# Prunus scoparia
Prunus scoparia är en rosväxtart som först beskrevs av Édouard Spach, och fick sitt nu gällande namn av Schneider. Prunus scoparia ingår i släktet prunusar, och familjen rosväxter. Inga underarter finns listade i Catalogue of Life.